# Nati nel 1427
| Questa pagina contiene informazioni ricavate automaticamente dalle voci biografiche con l'ausilio del template Bio e di un bot. L'aggiornamento è periodico e automatico e ricostruisce completamente la pagina. Se manca una persona in questa lista, sei pregato di non aggiungerla, ma accertati piuttosto che la sua voce biografica contenga il template Bio e che i dati anagrafici siano correttamente compilati. Se il template Bio manca, inseriscilo tu stesso o, in alternativa, metti l'avviso {{tmp\|Bio}} che ne segnala la mancanza. Se i dati riportati sono sbagliati, correggi direttamente la voce biografica; le modifiche saranno visibili in questa lista entro pochi giorni. Per chiarimenti vedi il progetto biografie. La lista contiene solo le 27 persone che sono citate nell'enciclopedia e per le quali è stato implementato correttamente il template Bio. Pagina aggiornata al 2 mar 2025. |

- 18 gennaio - Oddantonio II da Montefeltro, nobile, politico e condottiero italiano († 1444)
- 9 aprile - Beatrice d'Este, nobildonna italiana († 1497)
- 8 maggio - John Tiptoft, I conte di Worcester, politico inglese († 1470)
- 22 giugno - Lucrezia Tornabuoni, poetessa italiana († 1482)
- 26 agosto - Alessandro Gonzaga, nobile († 1466)
- 28 settembre - Francesca d'Amboise, monaca cristiana francese († 1485)
- 14 ottobre - Alesso Baldovinetti, pittore italiano († 1499)
- 26 ottobre - Sigismondo d'Austria, duca († 1496)
- 24 novembre - John Stafford, I conte di Wiltshire, nobile inglese († 1473)
- 29 novembre - Zhengtong, imperatore cinese († 1464)
- 30 novembre - Casimiro IV di Polonia, sovrano polacco († 1492)
- Margaret Beaufort, nobile inglese († 1474)
- Tommaso Benci, mercante, poeta e scrittore italiano († 1470)
- Antonio Bonfini, umanista e storiografo italiano († 1502)
- Davide di Borgogna, vescovo cattolico tedesco († 1496)
- Michele Carcano, presbitero e francescano italiano († 1484)
- Pietro Casola, scrittore e presbitero italiano († 1507)
- Georg Hesler, cardinale tedesco († 1482)
- Rodolfo di Hochberg, nobile svizzero († 1487)
- Maria Stuart, principessa scozzese († 1465)
- Galeotto Marzio, umanista italiano († 1490)
- Giuliana Puricelli, religiosa italiana († 1501)
- Antonio Rossellino, scultore italiano († 1479)
- Jaime Serra i Cau, cardinale e arcivescovo cattolico spagnolo († 1517)
- Shen Zhou, pittore e poeta cinese († 1509)
- Carlo I di Baden, sovrano tedesco († 1475)
- Mircea II di Valacchia († 1447)